# Hercus nepalensis
Hercus nepalensis är en stekelart som beskrevs av Gupta 1984. Hercus nepalensis ingår i släktet Hercus och familjen brokparasitsteklar. Inga underarter finns listade i Catalogue of Life.